# 웨이우잉역
웨이우잉역(중국어 정체자: 衛武營站, 한자음: 위무영참)은 가오슝 첩운 귤선의 1역입니다.

## 역 구조

### 승강장
| 지면     | 출입구                              | 출입구                                   |
| 지하 1층 | 승강장                              | 출입구                                   |
| 지하 1층 | 승강장                              | 화장실                                   |
| 지하 2층 | 1호 플랫폼                          | ←가오슝 첩운 귤선 하마센방면（지격관역） |
| 지하 2층 | 플랫폼，문의 왼쪽 / 오른쪽 열립니다 |                                          |
| 지하 2층 | 2호 플랫폼                          | 가오슝 첩운 귤선 다랴오방면（펑산서역）→ |

## 역 출입구
역의 북쪽 서쪽 끝의 남쪽에 위치한 출입구1,2，역의 북쪽의 남쪽 동쪽 끝에 위치한 출입구3,4，역의 동쪽에 위치한 출입구5은 가오슝 시 버스의 지엔준역압나다.
- 출입구1：종증1로, 종증 고등학교
- 출입구2：종증공원
- 출입구3：종증공원
- 출입구4：모스크
- 출입구5：가오슝 시 버스의 지엔준역
- 출입구6：웨이우잉 예술 문화 센터